# Paraphilaeus
Paraphilaeus is een geslacht van spinnen uit de familie springspinnen (Salticidae).

## Soorten
De volgende soorten zijn bij het geslacht ingedeeld:
- Paraphilaeus daemeli (Keyserling, 1883)